# یخنی عدس کلم
یخنی عدس کلم نام یکی از خوراک‌های شیرازی است که برای تهیه آن به گوشت، عدس، کلم قمری یا کلم سر، پیاز، لیمو عمانی و ادویه احتیاج است.